# Iêmen nos Jogos Olímpicos
O Iêmen tem competido em todos os Jogos Olímpicos de Verão desde 1984. Eles nunca competiram nos Jogos de Inverno. Antes da Unificação do Iêmen em 1990, Iêmen do Norte e Iêmen do Sul competiam separadamente. O Iêmen do Norte competiu nos Jogos de Verão de 1984 e 1988, enquanto o Iêmen do Sul competiu nos Jogos de Verão de 1988. O país nunca ganhou uma medalha Olímpica.